# Krasinec
Krasinec je naselje v Občini Metlika. Naselje je dobilo ime po nekdanjem dvorcu Krasinec (Crassnitz), omenjenem leta 1686 v Valvasorjevi topografiji. Dvorec je bil zgrajen na mestu predhodne pristave, ki so jo poprej že dvakrat požgali Vlahi. Na pristavi je bil velik grajski golobnjak. Zaradi izpostavljenosti uskoškim roparskim napadom je bil dvorec zapuščen in prepuščen propadu.